# Nowa Wieś (gromada w powiecie ostrołęckim)
Nowa Wieś – dawna gromada, czyli najmniejsza jednostka podziału terytorialnego Polskiej Rzeczypospolitej Ludowej w latach 1954–1972.
Gromady, z gromadzkimi radami narodowymi (GRN) jako organami władzy najniższego stopnia na wsi, funkcjonowały od reformy reorganizującej administrację wiejską przeprowadzonej jesienią 1954 do momentu ich zniesienia z dniem 1 stycznia 1973, tym samym wypierając organizację gminną w latach 1954–1972.
Gromadę Nowa Wieś z siedzibą GRN w Nowej Wsi utworzono – jako jedną z 8759 gromad na obszarze Polski – w powiecie makowskim w woj. warszawskim, na mocy uchwały nr VI/10/6/54 WRN w Warszawie z dnia 5 października 1954. W skład jednostki weszły obszary dotychczasowych gromad Chojniki, Działyń, Grabnik, Grabówek Mostowo, Mostówek, Nowa Wieś, Przystań, Rżaniec, Wyszel, Zabiele-Piliki, Zabiele Wielkie i Żebry-Chudek() ze zniesionej gminy Sypniewo w powiecie makowskim oraz obszar dotychczasowej gromady Żebry-Wierzchlas ze zniesionej gminy Rzekuń w powiecie ostrołęckim (woj. warszawskie).
1 stycznia 1955 gromadę włączono do powiatu ostrołęckiego w tymże województwie, gdzie ustalono dla niej 25 członków gromadzkiej rady narodowej.
Gromada przetrwała do końca 1972 roku, czyli do kolejnej reformy gminnej.
Uwaga: Nie mylić z gromadą Nowawieś (Wschodnia), również w powiecie ostrołęckim.